# 9 décembre 1965
Le jeudi 9 décembre 1965 est le 343e jour de l'année 1965.

## Naissances
- Ariane Massenet, journaliste française
- Gheorghe Mihali, footballeur roumain
- Marc Voinchet, producteur et animateur radio français
- Philippe Leuba, politicien suisse
- Tommi Paavola, joueur de football finnois
- Youssef Aoun, artiste libanais

## Décès
- Amanda Alarie (née le 2 janvier 1888), chanteuse lyrique, artiste de vaudeville et comédienne canadienne
- Branch Rickey (né le 20 décembre 1881), joueur de baseball américain
- Julien Peschadour (né le 5 mai 1902), personnalité politique française
- Pierre Moreno (né le 13 mars 1899), acteur français

## Événements
- Diffusion du téléfilm Joyeux Noël, Charlie Brown !
- Sortie du film La Mélodie du bonheur
- Nikolaï Podgorny devient président du Præsidium du Soviet suprême.